# 新村出 (外交官)
新村 出（しんむら いずる、1961年〈昭和36年〉3月13日 - ）は、鹿児島県出身の日本の外交官。
中東アフリカ局中東第一課地域調整官、在ジッダ総領事などを経て、2023年11月から駐リビア大使を務める（但しトリポリ着任は2024年2月1日）。

## 略歴
- 1982年　外務省専門職員採用試験合格
- 1983年3月　北海道大学教育学部教育学科卒業
- 1983年4月　外務省入省
- 2013年8月　在ロサンゼルス日本国総領事館 領事
- 2016年9月　中東アフリカ局中東第一課地域調整官
- 2019年9月　在クウェート日本国大使館 参事官
- 2021年2月　在ジッダ日本国総領事館 総領事
- 2023年11月　リビア国駐箚 特命全権大使（任命当初は東京で対リビア外交に従事[3]、トリポリ着任は2024年2月1日[2]）